# Anse d'Azur
 (mai 2018).
L'Anse d'Azur est une plage, située à quelques kilomètres de la ville de Jérémie en Haïti. 
Anciennement connue sous le nom de l'Anse à cochons, cette plage a été rebaptisée par le poète Timothée Paret[réf. nécessaire].

## Description
« C'est une plage de sable fin où l'eau transparente est enfermée dans une crique profonde et large. Des grottes se sont formées avec l'érosion et le lieu serait presque paradisiaque ».

## Intérêts
- Archéologie : Existence sur la plage de grottes et de l'épave d'un bateau, qui serait un sous-marin allemand[2].
- Selon les croyances populaires, ce lieu serait maudit par les loas du vaudou[réf. nécessaire].
- Sur la colline, qui surplombe la plage, on peut voir les ruines d'un fort militaire[réf. nécessaire].